# Crefisa
A Crefisa é uma empresa de crédito pessoal fundada em 1964. Operando com recursos próprios, contando com mais de 1000 pontos de atendimento e 1 milhão de clientes. Foi das pioneiras no segmento de crédito pessoal se destacando nas décadas de 60 e 70 com seu processo de expansão para todo centro da cidade de São Paulo.
A Crefisa concede empréstimos ao servidor público sem consulta ao SPC/Serasa e sem depender de uma margem consignável - sendo muito usado por pessoas que já possuem outros empréstimos ou restrições no nome. A empresa também tem como cliente os aposentados e pensionistas do INSS.
Também foi o patrocinador-master do Palmeiras entre 22 de janeiro de 2015 e 31 de dezembro de 2024.

## Investimentos
Em 2005, a Crefisa investiu 25 mil reais na terceirização da gestão de documentos, o que reduziu em 75% os gastos com papel e viabilizou a digitalização de 60 mil contratos por mês. Antes do projeto, as lojas prestadoras de serviço precisavam fazer cópia de todos os documentos do cliente e encaminhá-las à sede da Crefisa.

Entre 22 de janeiro de 2015 e 31 de dezembro de 2024, a Crefisa fez investimentos financeiros no Palmeiras, atuando como patrocinador-master do clube, e estampando sua logo no uniforme, nas regiões do peito, costas, mangas, bermuda e meias. Investindo inicialmente R$23 Milhões por ano. R$72 Milhões, com metas bônus de R$12 Milhões entre 2018 e 2019, e R$81 Milhões fixos com metas de até R$39 Milhões entre 2020 e 2024.